# گوتی لارسونه
{{Infobox football biography
| name = گوتی لارسونه
| fullname = گوتی لارسونه
| image = Gautier Larsonneur 2018 (cropped).jpg
| caption = گوتی لارسونه در سال ۲۰۱۸
| birth_date = ۲۳ فوریهٔ ۱۹۹۷ ‏(۲۸ سال)
| birth_place =
| height = ۱٫۸۱ متر (۵ فوت ۱۱ ۱⁄۲ اینچ)
| position = دروازه‌بان
| currentclub = [[باشگاه فوتبال استاد برستوا |سپاهان اصفهان ]
| clubnumber = ۱
| youthyears1 = ۲۰۰۳–۲۰۰۸
| youthclubs1 = US Plougonvelin
| youthyears2 = ۲۰۰۸–۲۰۱۷
| youthclubs2 = استاد برستوا ۲۹
| years1 = ۲۰۱۴–۲۰۱۷
| clubs1 = استاد برستوا ۲۹ بی
| caps1 = ۳۹
| goals1 = ۰
| years2 = ۲۰۱۷–
| clubs2 = استاد برستوا ۲۹
| caps2 = ۶۳
| goals2 = ۰
| nationalyears1 = ۲۰۱۸–
| nationalteam1 = زیر ۲۱ سال فرانسه
| nationalcaps1 = ۲
| nationalgoals1 = ۰
| club-update = ۱۳:۵۱, ۲۳ فوریه ۲۰۱۹ (UTC)
| ntupdate = ۱۳:۵۱, ۲۳ فوریه ۲۰۱۹ (UTC)
| nationality = فرانسه
}}
گوتی لارسونه (فرانسوی: Gautier Larsonneur‎؛ زادهٔ ۲۳ فوریهٔ ۱۹۹۷) بازیکن فوتبال اهل فرانسه است.
از باشگاه‌هایی که در آن بازی کرده‌است می‌توان به باشگاه فوتبال استاد برستوا ۲۹ اشاره کرد.
وی همچنین در تیم ملی فوتبال زیر ۲۱ سال فرانسه بازی کرده‌است.